# Aitutaki
Aitutaki (tradycyjna nazwa Araura) – atol wchodzący w skład Południowych Wysp Cooka, należący administracyjnie do terytorium zależnego Nowej Zelandii – Wyspy Cooka. Atol stanowi jednocześnie jednostkę administracyjną o takiej samej nazwie.

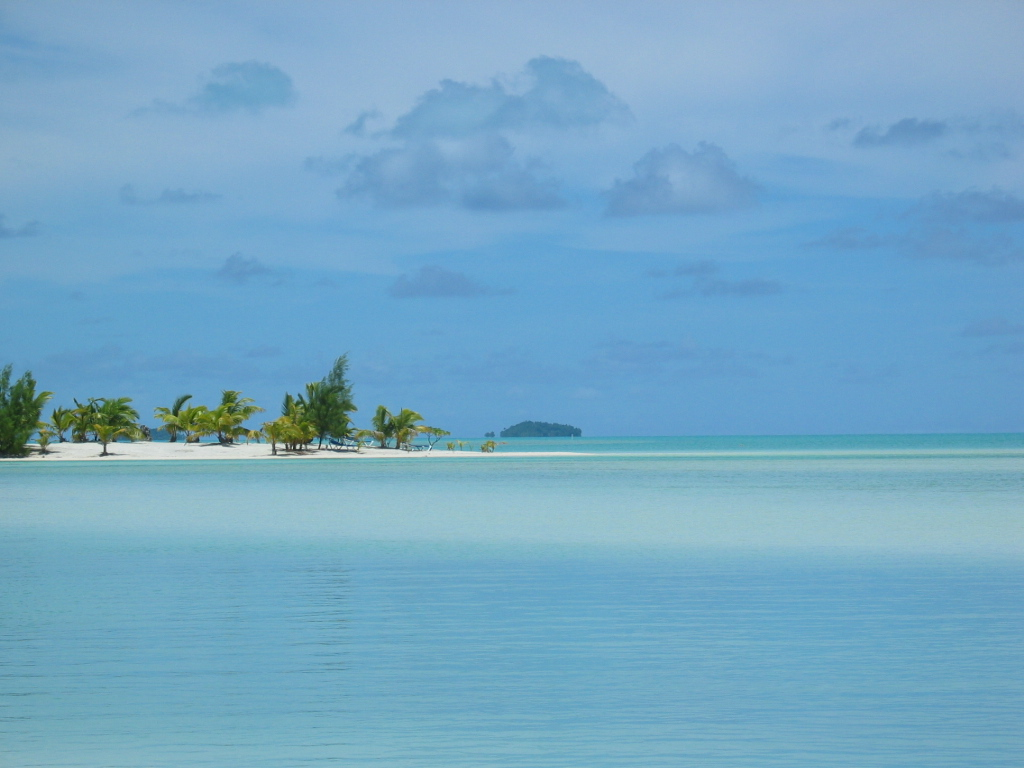
Widok na lagunę

Atol ma powierzchnię 18,3 km², a zamieszkany jest przez 1941 mieszkańców (dane na 2016). W skład atolu wchodzi 28 wysp i wysepek, z których najważniejszą i jedyną zamieszkaną jest Aitutaki. Najwyższym wzniesieniem atolu jest Maungapu wznosząca się na 124 m n.p.m. Na głównej wyspie znajduje się małe lotnisko o dwóch pasach, pozostałość po instalacjach militarnych z okresu II wojny światowej. Głównym miejscem zaopatrzenia i handlu atolu jest jednak mały port w Arutandze. Ze względu na niebezpieczeństwo okalających atol raf koralowych statek zaopatrzeniowy rzuca kotwicę przed barierą koralową i towar zostaje przeładowany na mniejsze łodzie, na atolu funkcjonuje również Port lotniczy Aitutaki. Na drugiej stronie wyspy, w pobliżu lotniska, zlokalizowany jest duży hotel turystyczny Pacific Resort Aitutaki. Wzdłuż wybrzeża od hotelu aż do Arutangi spotkać można szereg małych, prowadzonych przez lokalną ludność miejsc usług turystycznych typu bungalow. Ta strona wyspy posiada piękną piaszczystą plażę. Przeciwny brzeg to pasmo wiosek lokalnych i upraw rolniczych. Wybrzeże tam jest bagniste i niezagospodarowane turystycznie. Największą budowlą wyspy (poza wspomnianym hotelem) jest zbudowany jeszcze w czasach kolonialnych protestancki kościół Zionu z górującą nad Arutangą dzwonnicą.
Atol podzielony jest na 8 dystryktów, a te na 19 wsi (tapere). Stolicą atolu jest osada Arutanga. Z szeregu małych wysp wokół atolu tylko trzy są samodzielnymi wyspami pochodzenia wulkanicznego: Aitutaki, Rapota i Moturakau. Pozostałe są fragmentami „ogona” laguny i są pochodzenia koralowego. Tego typu niezamieszkane płaskie wyspy na całej Polinezji określane są mianem motu. Służą często, jako plantacje kokosów lub miejsce dziennego wypoczynku.
Atol został odkryty w 1789, a od 1888 wraz z innymi wyspami archipelagu, stanowi protektorat brytyjski, zwany od 1891 Cook Islands Federation. W 1901 atol wraz z całymi Wyspami Cooka został przekazany Nowej Zelandii.

## Demografia
Liczba ludności zamieszkującej atol Aitutaki:
| 1971 | 1976 | 1981 | 1986 | 1996 | 2001 | 2006 | 2011 | 2016 |
| ---- | ---- | ---- | ---- | ---- | ---- | ---- | ---- | ---- |
| 2855 | 2423 | 2335 | 2390 | 2389 | 1946 | 2235 | 2038 | 1941 |

Od połowy XX wieku, pomimo wysokiego przyrostu naturalnego, liczba ludności atolu spada. Głównym powodem takiego stanu rzeczy jest emigracja zarobkowa na największą i najludniejszą spośród Wysp Cooka Rarotongę oraz do Nowej Zelandii.